# Pescara
Pescara là một thành phố ở tỉnh Pescara, vùng Abruzzo của Ý. Đô thị này có diện tích 33 km², dân số 122.402 người. Các làng trực thuộc:. Các đô thị giáp ranh gồm:
Thành phố này có các làng ngoại vi: Colle della Pietra, Colle di Mezzo, Colle Marino, Colle San Donato, Collescorrano, Fontanelle, Fontanelle Alta, Madonna del Fuoco, San Donato, San Silvestro, San Silvestro Spiaggia, Santa Filomena.
Pescara giáp các đô thị: Chieti (CH), Francavilla al Mare (CH), Montesilvano (PE), San Giovanni Teatino (CH), Spoltore, Tollo (CH).

## Nhân vật địa phương nổi bật
- Gabriele d'Annunzio: nhà văn
- Ennio Flaiano: ký giả
- Jarno Trulli: tuyển thủ công thứ 1
- Piero Mazzocchetti, ca sĩ
- Fabio Grosso: cầu thử bóng đã
- Massimo Oddo: cầu thủ bóng đá (Milan AC, serie A)
- Maurizio Costanzo: người dẫn chương trình CANALE 5